# 洛班河
洛班河是俄羅斯的河流，屬於基利梅濟河的支流，由基洛夫州負責管轄，河道全長169公里，流域面積2,810平方公里，河水主要來自融雪，是維亞特卡河流域的一部分。